# Акронім
Акро́нім (від дав.-гр. ἄκρος — «найвищий, крайній» та ὁ ὤνυμος та τό ὄνομα, ὄνυμα а ще οὔνομα, — «ім'я») — абревіатура, яка складається з початкових літер або звуків слів твірного словосполучення.

## Термінологія та приклади
Наприклад, від англійського словосполучення North Atlantic Treaty Organisation утворився акронім NATO, який в українській мові транслітерували в НАТО. Російський акронім КПСС (Коммунистическая партия Советского Союза) в українській мові набув власного звучання — КПРС (Комуністична партія Радянського Союзу).
Від поняття «акронім» утворено похідне поняття — акронімія. Це утворення слова шляхом з'єднання початкових літер слів, які входять до вихідних словосполучень:
- Асоціація українських письменників — АУП;
- Всесвітня організація охорони здоров'я — ВООЗ;
- Державна автомобільна інспекція — ДАІ;
- Державна податкова адміністрація — ДПА;
- Державне інформаційне незалежне агентство України — ДІНАУ;
- Контрольно-рятувальна служба — КРС;
- Міжнародний валютний фонд — МВФ;
- Національна комісія з радіаційного захисту населення України — НКРЗУ;
- Національна комісія регулювання енергетики — НКРЕ;
- Національне антикорупційне бюро України — НАБУ;
- Національний банк України — НБУ;
- Світовий банк — СБ;
- Служба безпеки України — СБУ.

Як правило, акронімію розглядають як різновид абревіації.
Загальна лінгвістична наукова думка, оперуючи поняттям акронімії, визначає її як один зі способів словотворення. Проте, вважається, що у такий спосіб нова лексична одиниця не утворюється, а фактично виникає тільки нова форма, яка абсорбує в себе значення всієї вихідної одиниці. Для прикладу, ВНЗ означає те саме, що і вищий навчальний заклад.

## Сфери вживання акронімів
Акроніми поширені в професійній, науково-технічній мові (АСОД — автоматизована система оброблення даних, НАФК — нафтофуранкарбонова кислота, ПАСК — параміносаліцилова кислота), звідки проникають до літературної мови (бер — біохімічний еквівалент рентгену), NIMBY — «тільки не на моєму задньому дворі» в соціальній сфері.
В природничій музеології широко вживають акроніми при описах зразків, у тому числі серій зразків, які зберігаються в різних колекціях, проте описуються разом в одній праці (аналізуються як одна вибірка). Існують дуже різні системи позначень, у тому числі створено міжнародні індекси депозитаріїв біологічного матеріалу. Огляд акронімів зоологічних колекцій України та їх згадки в міжнародних базах представлено у виданні «Зоологічні колекції та музеї» (2014) у праці «Акроніми зоологічних колекцій України». Прикладами (за цією працею) є:
- ЗМД, ZMD — Зоологічний музей імені Б. Дибовського Львівського національного університету імені І. Франка (англ.: The Benedict Dybowski Zoological Museum). Ім'я Б. Дибовського не входить в офіційну назву музею, проте у публікаціях авторів поширене саме це позначення.

- ННПМ, NMNHU — Національний науково-природничий музей НАН України, Київ (National Museum of Natural History, NAS of Ukraine, Kyiv). При згадці зоологічних колекцій часто мають на увазі Зоологічний відділ (музей) ННПМ. Для окремих частин загальної зоологічної колекції ННПМ використовують наростки «-P» та «-Z» для палеонтологічного та зоологічного відділів ННПМ, відповідно.

## Омонімічні акроніми
При творенні акронімів свідомо прагнуть уподібнити їх за милозвучністю до звичних нескорочених слів. При цьому інколи ігнорують навіть повну омонімію. Деякі приклади:
- АМУР — автоматична машина управління та регулювання;
- КАСКАД — клас автоматизованих систем комплексного аналізу документів;
- МАРС — машина автоматичної реєстрації і сигналізації;
- БОР — батарея оптичної розвідки.

Приклади омонімічних акронімів, що використовуються у спілкуванні через Інтернет:
- GAL (англ. gal; girl[2] — дівчина, молода жінка) — Get А Life;
- JAM (англ. jam — скрутне, ніякове становище) — Just А Minute;
- HAND (англ. hand — рука)  — Have А Nice Day.

Деякі з таких дериватів надалі переходять в усне мовлення, мають потенційну можливість бути включеними до загального вживання, тобто узуалізуватися.
Прикладом творення форматичних інновацій є акронім Elf. Він виник у зв'язку з глобалізацією англійської мови. Це скорочена форма одиниці синтаксичного типу (English as Lingua Franca), якою стали позначати особливу форму англійської мови — таку, що служить засобом спілкування для людей у всьому світі незалежно від того, яка у них рідна мова. Помітною є символічно-жартівлива акронімічна форма номінації, її збіг зі словом elf.

## Правопис акронімів
В українській мові правопис акронімів регулює пункт 2 § 39 чинного правопису.
Правопис встановлює, що «складноскорочені назви, утворені з початкових (ініціальних) букв, імен власних і загальних, пишуться великими літерами»: АТС, КНР, НЛО, СНД, УРП, УТН.
У примітці зазначено, що скорочення від загальних назв, які вимовляються як звичайні слова (без вставних звуків), пишуться малими літерами: виш (вища школа), рацс (до рацсу), неп (під час непу). Такі слова звичайно відмінюються. Так само відмінюються ініціальні скорочення типу БАМ, а їхні закінчення, що пишуться з малої літери, приєднуються до останньої літери абревіатури без будь-якого знака (апострофа, коми): з БАМу, на БАМі, з ВАКу, ВАКом, ТЮГу, ТЮГом.